# コンウェイ郡 (アーカンソー州)
コンウェイ郡（英: Conway County）は、アメリカ合衆国アーカンソー州の中央部に位置する郡である。2010年国勢調査での人口は21,273人であり、2000年の20,336人から4.6%増加した。郡庁所在地はモリルトン市（人口6,767人）であり、同郡で人口最大の都市でもある。コンウェイ郡は1825年10月20日にプラスキ郡から分離して設立され、郡名はアーカンソー準州からアメリカ合衆国議会への代議員を務めたヘンリー・ワートン・コンウェイに因んで名付けられた。

## 地理

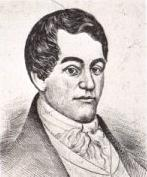
ヘンリー・ワートン・コンウェイ

アメリカ合衆国国勢調査局に拠れば、郡域全面積は566.66平方マイル (1,467.6 km2)であり、このうち陸地556.15平方マイル (1,440.4 km2)、水域は10.51平方マイル (27.2 km2)で水域率は1.85%である。

### 主要高規格道路
- 州間高速道路40号線
- アメリカ国道64号線
- アーカンソー州道9号線
- アーカンソー州道92号線
- アーカンソー州道95号線
- アーカンソー州道124号線
- アーカンソー州道154号線

### 隣接する郡
- ヴァンビューレン郡 - 北
- フォークナー郡 - 東
- ペリー郡 - 南
- イェール郡 - 南西
- ポープ郡 - 西

### 国立保護地域
- オザーク国立の森（部分）

## 人口動態

人口ピラミッド

以下は2000年の国勢調査による人口統計データである。
| 基礎データ - 人口: 20,336人 - 世帯数: 7,967 世帯 - 家族数: 5,736 家族 - 人口密度: 14人/km2（37人/mi2） - 住居数: 9,028軒 - 住居密度: 6軒/km2（16軒/mi2） 人種別人口構成 - 白人: 84.27% - アフリカン・アメリカン: 13.05% - ネイティブ・アメリカン: 0.50% - アジア人: 0.23% - 太平洋諸島系: 0.03% - その他の人種: 0.74% - 混血: 1.18% - ヒスパニック・ラテン系: 1.77% 年齢別人口構成 - 18歳未満: 25.4% - 18-24歳: 8.3% - 25-44歳: 26.7% - 45-64歳: 23.5% - 65歳以上: 16.1% - 年齢の中央値: 38歳 - 性比（女性100人あたり男性の人口） - 総人口: 94.4 - 18歳以上: 91.5 | 世帯と家族（対世帯数） - 18歳未満の子供がいる: 31.4% - 結婚・同居している夫婦: 56.7% - 未婚・離婚・死別女性が世帯主: 11.5% - 非家族世帯: 28.0% - 単身世帯: 25.4% - 65歳以上の老人1人暮らし: 12.1% - 平均構成人数 - 世帯: 2.51人 - 家族: 2.99人 収入と家計 - 収入の中央値 - 世帯: 31,209米ドル - 家族: 38,179米ドル - 性別 - 男性: 28,199米ドル - 女性: 20,134米ドル - 人口1人あたり収入: 16,056米ドル - 貧困線以下 - 対人口: 16.1% - 対家族数: 12.2% - 18歳未満: 21.9% - 65歳以上: 13.1% |

## 都市と町
- ブラックウェル
- フォーモサ
- メニフィー
- モリルトン - 郡庁所在地
- オペロ
- プラマービル

### 未編入の町
- ランティ
- ソルゴハチア
- スプリングフィールド

## 国勢調査指定地域
- センターリッジ

## 郡区
アーカンソー州の郡はさらに郡区に小区分されている。各郡区には未編入領域と、編入済み自治体がある。現代の郡区にはその維持目的が限られたものになっている。アメリカ合衆国国勢調査局は郡区を元に人口を集計している。また系図調査など歴史的な目的には価値がある。1つ以上の郡区に入っている町や都市は統計調査に基づいて扱われる。コンウェイ郡の郡区は下記リストの21区である。
- オースティン
- ベントリー（オペロ）
- バード
- カソリックポイント
- シーダーフォールズ
- グレゴリー
- グリフィン
- ヒギンス
- ハワード（メニフィー、プラマービル）
- リックマウンテン（センターリッジ）
- マクラレン
- マーティン
- ニコルズ
- オールドヒッコリー
- プティジャン
- セントビンセント
- スティール
- ユニオン
- ワシントン
- ウェルボーン（モリルトン）
- ホワイトイーグル